# Dezinformační médium
Dezinformační médium představuje typ média vytvořené převážně za účelem šíření dezinformací a zkreslujících informací. V současné době se jedná především o dezinformační weby. Ale mezi dezinformační média lze zahrnout i tištěná tradiční média, audiovizuální média, kanály a profily na sociálních sítích, ale i stále oblíbené řetězové e-maily.

## Dezinformace
Dezinformace je účelově vytvořená a šířená informace, jejímž cílem je ovlivnit veřejné mínění občanů preferovaným směrem, či zakrýt pravdivý stav věcí. Dezinformace se více vyskytují v období, kdy společnost prochází komplikovaným obdobím, volbami a referendy.
Cíle vytváření dezinformací:
Podle Ministerstva vnitra České republiky, lze identifikovat 5 hlavních důvodů pro vytváření a šíření dezinformací. Jsou to důvody ekonomické, diskreditace, polarizace, informační vlivové operace a protože lidé mohou dezinformace šířit z jisté škodlivosti.

## Média a jejich funkce
Média mají několik funkcí. Fungují jako zdroj zábavy, pomáhají s procesem socializace. Ale, především jsou zdrojem informací. Pomáhají adresátovy s orientací v jeho prostředí, interpretovat nabyté informace a pomáhají je zasadit do širšího kontextu. Média také napomáhají s vytvářením veřejného mínění a spoluvytvářením politických názorů a společenských postojů.

#### Dezinformační web
Dezinformační webové stránky nemají jasnou a ucelenou definici. Obvykle tyto stránky pracují za účelem vytváření senzací, cíleně zveličují, zkreslují a manipulují informace. Přiklánějí se na jednu stranu, které dávají zásadně větší prostor.
Dezinformační weby mají často umístěnou reklamu, díky které stránky generují zisk z počtu návštěvníků a jejich zájmu. V českém prostředí funguje několik stránek, vytvořených právě za tímto účelem. Například stránky AC24.cz. Tento web spadá pod společnost AC24, která také provozuje stránku lajkit.cz. Tato společnost měla v roce 2019 obrat dva miliony korun. Oblíbené jsou také články umístěné za platební branou (AC24) či vybírání příspěvků na provoz (Aeronet, Marek Pešl). Nebezpečí dezinformačních webů je i možnost, že stránky obsahují malware či jiný škodlivý software.

#### Tištěná média
Tištěná média jsou ze skupiny takzvaných masových médií. Jedná se o označení médií, které vznikají tiskem. Jedná se o souhrnné označení pro periodické publikace (noviny, časopisy), ale i o označení pro neperiodické publikace (knihy a příležitostné tiskoviny).
Dezinformačních médií v tištěné podobě v současné době ubývá. Především kvůli nákladnosti na výrobu. V českém prostředí se jednalo například o Haló noviny, deník vydávaný Komunistickou stranou Čech a Moravy, zastavil svoji činnost a byl nahrazen pouze týdeníkem Naše pravda. V oblasti knižního nakladatelství je situace trochu jiná. Existuje několik knižních nakladatelství, mezi ně patří například i sdružení Naštvané matky. Naštvané matky jsou občanské sdružení, které se zabývá mimo jiné i nakladatelskou činností. A zároveň se jedná o sdružení, jejichž Facebooková skupina byla smazána poskytovatelem služby v roce 2018 z důvodu šíření nenávistných a dezinformačních příspěvků.

#### Sociální sítě
Sociální sítě jsou platformy, které umožňují registrovaným uživatelům vytvářet vlastní profily, sdílet média (texty, fotografie, videa) a komunikovat. Dnes jsou nástrojem pro komunikaci, marketing a šíření informací, včetně dezinformací. Neznámějšími sociálními sítěmi jsou Facebook, X (dříve Twitter), Youtube, Instagram a Tiktok. Jednoduchost a dostupnost ze sociálních sítí vytvořily jeden z nejdůležitějších a nejvyužívanějších komunikačních kanálů. Jsou tak oblíbeným nástrojem pro šíření a vytváření dezinformací. Ač jsou hlavním důvodem pro šíření dezinformací hlavně nedůvěřivost v systém a státní správu, sociální sítě jsou důležitým nástrojem v jejich šíření.
Mezi nejoblíbenější mainstreamové sociální sítě, které slouží k šíření dezinformací je Facebook. Jeho dostupnost, možnost vytváření uzavřených skupin a tvorba komunit z něj tak tvoří oblíbenou sociální síť pro šíření dezinformací. Zde působí několik osobností české dezinformační scény.
Ivan Smetana na sociální síti Facebook provozuje projekt KTV Live. Tato Facebooková stránka, spuštěna v roce 2020 a postupně se stala jedním z nejvyhledávanějších zdrojů dezinformací.
Žarko Jovanovič je provozovatelem Raptor-TV, které má svůj samostatný web, ale zároveň i svoji facebookovou stránku. Televizi provozuje spolek Hej,občané!, který vznikl v roce 2014 po ruské anexi Krymu. Raptor-TV šíří především šíří pro ruskou propagandu. Sociální síť Youtube v roce 2021 zrušila jejich účet, právě z důvodu šíření informací.
Sociální sítě jsou oblíbeným nástrojem pro šíření dezinformací, ale zároveň provozovatelům a šiřitelům hrozí odstranění a zablokování jejich účtů z důvodů porušování pravidel pro užívání platformy. Protože většina platforem má pravidla proti šíření nenávistného obsahu.